# Yana Gupta
Yana Gupta (geboren Jana Synková;  Brno, 23 april 1979) is een Tsjechisch actrice en model die voornamelijk in de Hindi filmindustrie actief is.

## Biografie
Gupta begon haar modellencarrière op 16-jarige leeftijd. Na haar studie tuinarchitect te hebben afgerond verhuisde ze naar Japan om haar modellencarrière voort te zetten. Ze verhuisde later naar India en bracht haar eerste jaren door in de ashram van Rajneesh in Poona, waar ze in 2001 trouwde met kunstenaar Satyakam Gupta en haar achternaam veranderde in Gupta. Het stel ging in 2005 uit elkaar.
In 2001 betrad ze de Indiase modellenindustrie en werd ze de merkambassadeur van het grootste Indiase cosmeticamerk, Lakmé. In 2003 verscheen ze voor het eerst in Bollywood, als danseres met het nummer "Babuji Zara Dheere Chalo" in de film Dum. Ze verscheen ook in het nummer "Aadatanamaa" in de Tollywood-film Gharshana (2004) met Venkatesh. Hoewel ze grotendeels als danseres optreed in films speelde ze een kleine rol in Manorama Six Feet Under, Kaisay Kahein... (2007) en Murder 2 (2011). Ze trad op in de Bigg Boss 6 finale. Ze bereikte de finale van Jhalak Dikhhla Jaa maar verloor van Meiyang Chang. Na deelname aan verschillende tv-shows, verscheen ze in de film Dassehra (2018) in het nummer "Joganiya".
In 2009 bracht Gupta een boek uit over gezondheid, How To Love Your Body And Get The Body You Love.

## Filmografie

### Films
| Jaar | Film                    | Rol      | Opmerking                                         |
| ---- | ----------------------- | -------- | ------------------------------------------------- |
| 2003 | Dum                     |          | in nummer "Babuji Zara Dheere Chalo"              |
| 2004 | Manmadhan               |          | Tamil film, in nummer "Thathai Thathai"           |
| 2004 | Gharshana               |          | Telugu film, in nummer "Aadatanamaa"              |
| 2004 | Rakht                   |          | in nummer "Oh! What a Babe!"                      |
| 2005 | Jogi                    |          | Kannada film, in nummer "Bin Ladin Nan Maava!"    |
| 2005 | Anniyan                 |          | Tamil film, in nummer "Kadhal Yaanai"             |
| 2007 | Shankardada Zindabad    |          | Telugu film, in nummer "Aakalesthe Annam Pedatha" |
| 2007 | Manorama Six Feet Under | haarzelf |                                                   |
| 2007 | Kaisay Kahein...        | Neha     |                                                   |
| 2008 | 90 Ghanta               |          | Bengaalse film, in nummer "Amar Kancha Pirit"     |
| 2011 | Chalo Dilli             |          | in nummer "Laila O Laila"                         |
| 2011 | Murder 2                | Jyoti    | in nummer "Aa Zara"                               |
| 2011 | Stand By                |          | in nummer "Din Duba"                              |
| 2018 | Dassehra                |          | in nummer "Joganiya"                              |

### Televisie
| Jaar | Programma                         | Rol                 | Opmerking                                      |
| ---- | --------------------------------- | ------------------- | ---------------------------------------------- |
| 2008 | Fear Factor: Khatron Ke Khiladi 1 | deelneemster        |                                                |
| 2010 | Jhalak Dikhhla Jaa 4              | deelneemster        | derde plaats                                   |
| 2012 | Show Jana Krause                  | haarzelf            | Tsjechische show, aflevering 28 september 2012 |
| 2013 | Bigg Boss 6                       | danseres finale act |                                                |
| 2013 | Life Mein Ek Baar                 | deelneemster        |                                                |

### Videoclips
| Jaar | Nummer             | Artiest          |
| ---- | ------------------ | ---------------- |
| 2000 | "Jambola"          | Stereonation Taz |
| 2007 | "Kisi Din"         | Adnan Sami       |
| 2007 | "Aag Ka Dariya"    | Dr. Zeus         |
| 2008 | "Chadh Gayi Daaru" | Jazzy B.         |